# 鍾剛中
鍾剛中（1885年—1968年），字子年，號桴堂，晚號桴公，又號柔翁、榕湖客，廣西南寧人，清代末科進士，中國近代篆刻名家。

## 生平
光绪三十年（1904年）赴北京參加甲辰科會試，殿試位居二甲第89名，賜进士出身。光緒三十二年（1906年）公费赴日本留学，入早稻田大学法律系学习。一生未任高官，工诗、画、篆刻，為清末民初北方名家。